# Bolitophila spelaeicola
Bolitophila spelaeicola is een muggensoort uit de familie van de Bolitophilidae. De wetenschappelijke naam van de soort is voor het eerst geldig gepubliceerd in 1955 door Tollet.